# Charles Barrington Brown
Charles Barrington Brown, né le 23 août 1839 sur l'Île du Cap-Breton (Nouvelle-Écosse) et mort à Londres le 13 février 1917 est un géologue et explorateur canadien.

## Biographie
Il fait ses études à l'université Harvard et à la Royal School of Mines.
En 1869 et 1872, il met jusqu'à 17 jours depuis la Guyane britannique pour rejoindre le mont Roraima situé à la frontière avec le Brésil et le Venezuela. Il est le premier à décrire le Tök-Wasen, un monolithe situé à l'extrémité méridionale de la montagne, et à en suggérer l'ascension par un ballon.
Il est aussi le découvreur des chutes de Kaieteur sur le Potaro, affluent de l'Essequibo, le 24 avril 1870, et des sources de la New River en 1871.

## Ouvrages
- (en) Canoe and camp life in British Guiana, E. Stanford, 1876, 400 p. (présentation en ligne)
- (en) Fifteen thousand miles on the Amazon and its tributaries, E. Stanford, 1878, 520 p. (présentation en ligne)
- (en) Structure and surface : a book of field geology, E. Arnold & co., 1929, 168 p. (présentation en ligne)
- (en) Reports on the Physical, Descriptive, and Economic Geology of British Guiana, BiblioBazaar (réimpr. 2010), 328 p. (ISBN 9781178365047, présentation en ligne)